# 16199 Розенблюм
16199 Розенблюм (16199 Rozenblyum) — астероїд головного поясу, відкритий 30 січня 2000 року.
Тіссеранів параметр щодо Юпітера — 3,266.